# Mallochohelea
Mallochohelea is een geslacht van stekende muggen uit de familie van de knutten (Ceratopogonidae).

## Soorten
- M. albibasis (Malloch, 1915)
- M. albihalter Wirth, 1962
- M. alpina (Clastrier, 1962)
- M. atripes Wirth, 1962
- M. caudellii (Coquillett, 1905)
- M. flavidula (Malloch, 1914)
- M. inermis (Kieffer, 1909)
- M. microcera (Kieffer, 1915)
- M. munda (Loew, 1864)
- M. nitida (Macquart, 1826)
- M. pullata (Wirth, 1952)
- M. remota (Kieffer, 1919)
- M. scandinaviae (Clastrier, 1962)
- M. setigera (Loew, 1864)
- M. silvicola (Goetghebuer, 1920)
- M. smithi (Lewis, 1956)
- M. spinipes wirth, 1962
- M. sybleae (Wirth, 1952)
- M. texensis Wirth, 1962
- M. tianshanica Remm, 1980
- M. variegata Wirth, 1962
- M. vernalis Remm, 1965